# Shirókaya Balka (Novorosíisk, Krasnodar)
Shirókaya Balka (del ruso: Широкая Балка) es un seló de la unidad municipal de la ciudad de Novorosíisk del krai de Krasnodar, en el sur de Rusia. Está situado en la costa de la península de Abráu, en la orilla nororiental del mar Negro, 9.5 km al suroeste de Novorosíisk y 109 km al suroeste de Krasnodar, la capital del krai. Tenía 105 habitantes en 2010
Pertenece al municipio Mysjakski.

## Historia
Parte de la población se vio gravemente afectada por las inundaciones como consecuencia de las fuertes lluvias y tormentas que se dieron el 8 de agosto de 2002

## Economía
La principal actividad económica es el alojamiento de turistas.